# Богословский диалог между Ассирийской церковью Востока и Римско-католической церковью

Церкви сирийской традиции. Ассирийская церковь Востока и Халдейская католическая церковь, стремящиеся к сближению в рамках данного диалога используют восточно-сирийский обряд

Богословский диалог между Ассирийской церковью Востока и Римско-католической церковью – богословские собеседования между Католической церковью и Ассирийской церковью Востока с целью установления евхаристического общения. Диалог проводится на официальном уровне в рамках работы Смешанной международной богословской комиссии. Двусторонний диалог в основном сосредоточен на темах мариологии, христологии и экклезиологии. Католические и ассирийские богословы обсуждают термин «Богородица» (в Ассирийской церкви Востока принято называть Деву Марию «Христородицей»), проблематику отношений между божественной и человеческой природами Христа, а также сакраментологические вопросы и природу Церкви.

## Предыстория
Церковь Востока отвергла Третий Вселенский собор и приняла учение сформированное Несторием и Феодором Мопсуестийским, из-за чего Ассирийскую церковь Востока часто именуют «несторианской». Первые попытки объединения с Церковью Востока начались в XIII веке католическими миссионерами. На Ферраро-Флорентийском соборе в 1445 году был принят декрет «Benedictus sit Deus» об объединении с несторианами Кипра. В 1551 году католикос Мар Шимун VII в соответствии со сложившейся традицией наследования патриаршего престола от дяди к племяннику, назначил своим преемником ребёнка восьмилетнего возраста. В 1552 году в церкви Востока возник раскол из-за недовольства нескольких епископов правилом наследования патриаршего престола. В результате этого патриархом был избран монах из монастыря Раббана Ормизда Иоанн (Юханнан) Сулака, который при поддержке францисканцев обратился в Рим для утверждения своего избрания. Папа Юлий III провозгласил епископа Сулаку «патриархом восточных сирийцев». Таким образом в церкви Востока появилась группа верующих, находящаяся в унии с Римско-католической церковью. В 1672 году последователи Сулаки отказались от унии с католиками, однако преемство рукоположений католиков-халдеев была продолжена. В 1830 году папа Пий VIII объединил различные группы ассирийских униатов в Халдейскую католическую церковь. Также деятельность католических миссионеров в Индии привела к унии части верующих Церкви Востока с Римом и образованию Сиро-малабарской католической церкви.

## Начало богословского диалога
В 1984 году папа римский Иоанн Павел II и католикос-патриарх Ассирийской церкви Мар Дынха IV встретились впервые. Неофициальные богословские католическо-ассирийские контакты с 1984 по 1994 годы в рамках работы экуменической организации «Pro Oriente» привели к сближению Ассирийской церкви в целом с католиками и в частности с Халдейской церковью — одной из Восточнокатолических церквей, использующей восточно-сирийский обряд, также как и Ассирийская церковь Востока. 11 ноября 1994 года в Риме папа Иоанн Павел II и патриарх Мар Дынха IV подписали совместную христологическую декларацию. В данном документе утверждалось «единое исповедание веры во Христа, в Котором «Божество и Человечество соединены в одном Лице», и в Деву Марию, «Мать Христа Бога нашего и Спасителя». Для дальнейшего движения к полному общению главы двух церквей приняли решение о создании Смешанной международной комиссии по богословскому диалогу.

## Официальный богословский диалог (1995—2004)
С 1995 года начались ежегодные заседания Смешанной богословской комиссии между Римско-католической церковью и Ассирийской церковью Востока. Одним из главных достижений диалога стал выпуск Папским советом по содействию христианскому единству в 2001 году документа под названием «Руководство по допущению к евхаристии между Халдейской католической церковью и Ассирийской церковью Востока». В данном документе признавалось действенность таинств Ассирийской церкви Востока и допускалась возможность интеркоммуниона между верующими двух церквей в случае необходимости. Также в данном документе Католическая церковь фактически признала действенность таинства евхаристии в литургии Фаддея и Мария, в которой отсутствуют «установительные слова». На фоне проведения официального богословского диалога, отношения между Ассирийской церковью и Халдейской католической церковью также улучшились. Патриарх-католикос Мар Дынха IV провёл ряд встреч с предстоятелем Халдейской церкви Рафаэлем Бидавидом I. Итогом этих встреч стало подписание ряда совместных заявлений и учреждение «Совместной комиссии воссоединения».

## Приостановка диалога
В 2005 году Священный синод Ассирийской церкви Востока принял решение об отказе подписания взаимного признания таинств с Римско-католической церковью. Отказ был вызван предложением Папского совета по содействию христианскому единству о положительной оценке примата папы римского. В 2007 году новый папа Бенедикт XVI встретился с патриархом Мар Дынхой IV. В 2008 году участник Смешанной богословской комиссии с ассирийской стороны епископ Калифорнии Мар Бавай Соро, недовольный приостановкой богословского диалога с католиками, вместе с шестью священниками, тридцатью дьяконами и около тысячей верующих разорвал общение с Ассирийской церковью и перешёл в Халдейскую католическую церковь. Этот шаг стал причиной обострения отношений Ассирийской церкви с Халдейской католической церковью в США. В 2008 году между ассирийцами и католиками прошла неофициальная встреча в США, на которой обсуждались вопросы возникших трудностей между Ассирийской и Халдейской католической церквами на западном побережье США и дальнейший ход богословского диалога. В 2015 году патриарх Халдейской католической церкви Луис Рафаэль I Сако обратился к Ассирийской церкви Востока и отколовшейся от неё Древней Ассирийской церкви Востока с призывом об объединении и воссоздании единой церкви Востока под властью папы. Данная инициатива не была реализована.

## Официальный богословский диалог (с 2017 года)
В 2017 году официальный богословский диалог был возобновлён очередным заседанием Смешанной богословской комиссии в Риме. В ходе заседания комиссии с 21 по 24 ноября стороны подписали первое совместное заявление «Сакраментальная жизнь», которое завершило второй этап диалога. В заявлении говорилось: «Поскольку одно и то же таинство происходит в двух традициях, его различные особенности могут рассматриваться как замечательный элемент взаимодополняемости в Церкви Христа». Таким образом, стороны завершили обсуждение сакраментологических вопросов на пути к полному единству. В ходе заседания также было принято решение о начале третьего этапа диалога, на котором планируется обсудить вопросы экклезиологии. В 2018 году папа Франциск принял в Риме патриарха Ассирийской церкви Востока Гиваргиса III. В ходе встречи папа и патриарх подписали совместную декларацию, осуждающую насилие над христианами на Ближнем Востоке и выражающую стремление к восстановлению полного единства. На заседаниях, прошедших в Риме в 2018, 2019, 2022 и 2023 годах стороны обсуждали экклезиологические вопросы. В ходе заседания 2022 года, 19 ноября стороны подписали второе совместное заявление «Образы Церкви в сирийской и латинской святоотеческих традициях».

## Комментарии
1. ↑  Интеркоммунион — совместное участие в евхаристии представителей различных христианских конфессий[18].
2. ↑  В 1968 году в Ассирийской церкви Востока произошёл раскол, в результате которого часть иерархов и верующих, не принявшая календарную реформу в церкви, во главе с епископом Мар Фома Дармо основала новую церковь, получившую название Древняя церковь Востока[25].